# Dendrobium fanjingshanense
Dendrobium fanjingshanense là một loài thực vật có hoa trong họ Lan. Loài này được Z.H.Tsi ex X.H.Jin & Y.W.Zhang mô tả khoa học đầu tiên năm 2001.